# محیر
محیر (به هلندی: Mheer) یک منطقهٔ مسکونی در هلند است که در ایسدن-مارخراتن واقع شده‌است. محیر ۴٫۳۶ کیلومتر مربع مساحت و ۹۶۴ نفر جمعیت دارد.